# Zahnbogen

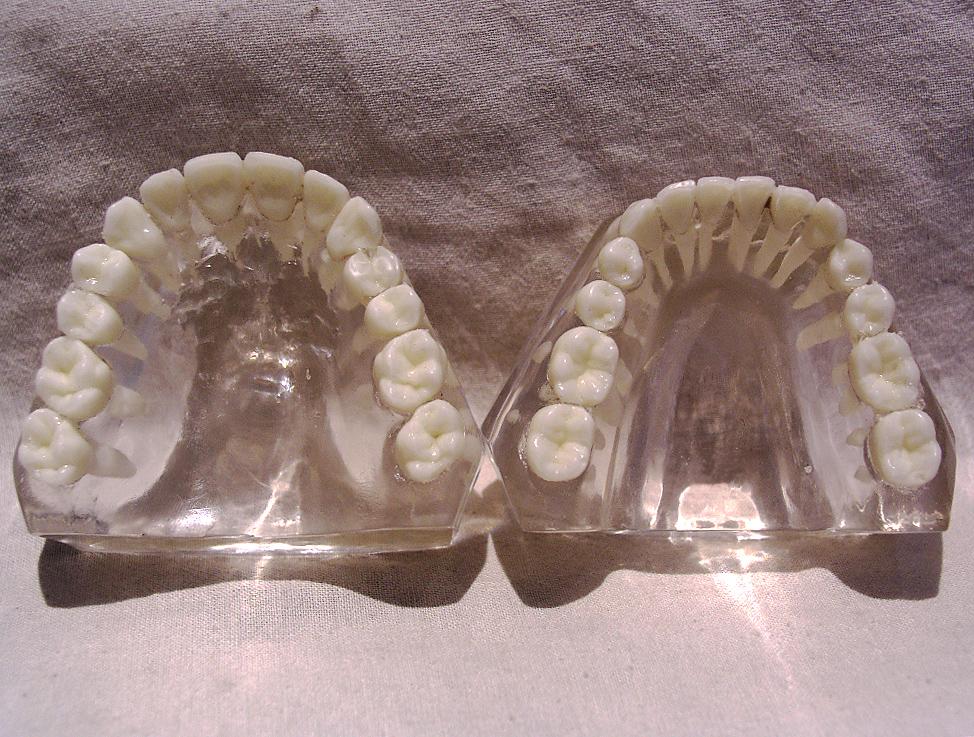
Gebissmodelle, links Oberkiefer, rechts Unterkiefer

Der Zahnbogen (Arcus dentalis inferior bzw. Arcus dentalis superior) hat beim Menschen die Form einer Parabel mit dem Scheitelpunkt zwischen den Zähnen 11 und 21 im Oberkiefer, bzw. 31 und 41 im Unterkiefer. Weil im normalen (idealen) Fall die Oberkieferzähne die Zähne im Unterkiefer nach vestibulär übergreifen, ist der Oberkieferzahnbogen größer als der des Unterkiefers. Die Zahnbögen und die Zähne tragenden Teile der Kieferknochen grenzen den Mundvorhof (vestibulum oris) gegen die eigentliche Mundhöhle (cavum oris proprium) ab.

## Quelle
- Klaus D. Mörike et al.: Lehrbuch der makroskopischen Anatomie für Zahnärzte, Gustav Fischer Verlag, Stuttgart